# Kamienica przy ulicy św. Mikołaja 80 we Wrocławiu
Kamienica przy ulicy św. Mikołaja 80 – zabytkowa kamienica o średniowiecznym rodowodzie znajdująca się przy ul. św. Mikołaja 80 we Wrocławiu, dawniej jedna z najbardziej reprezentacyjnych kamienic w tej części miasta.

## Historia kamienicy

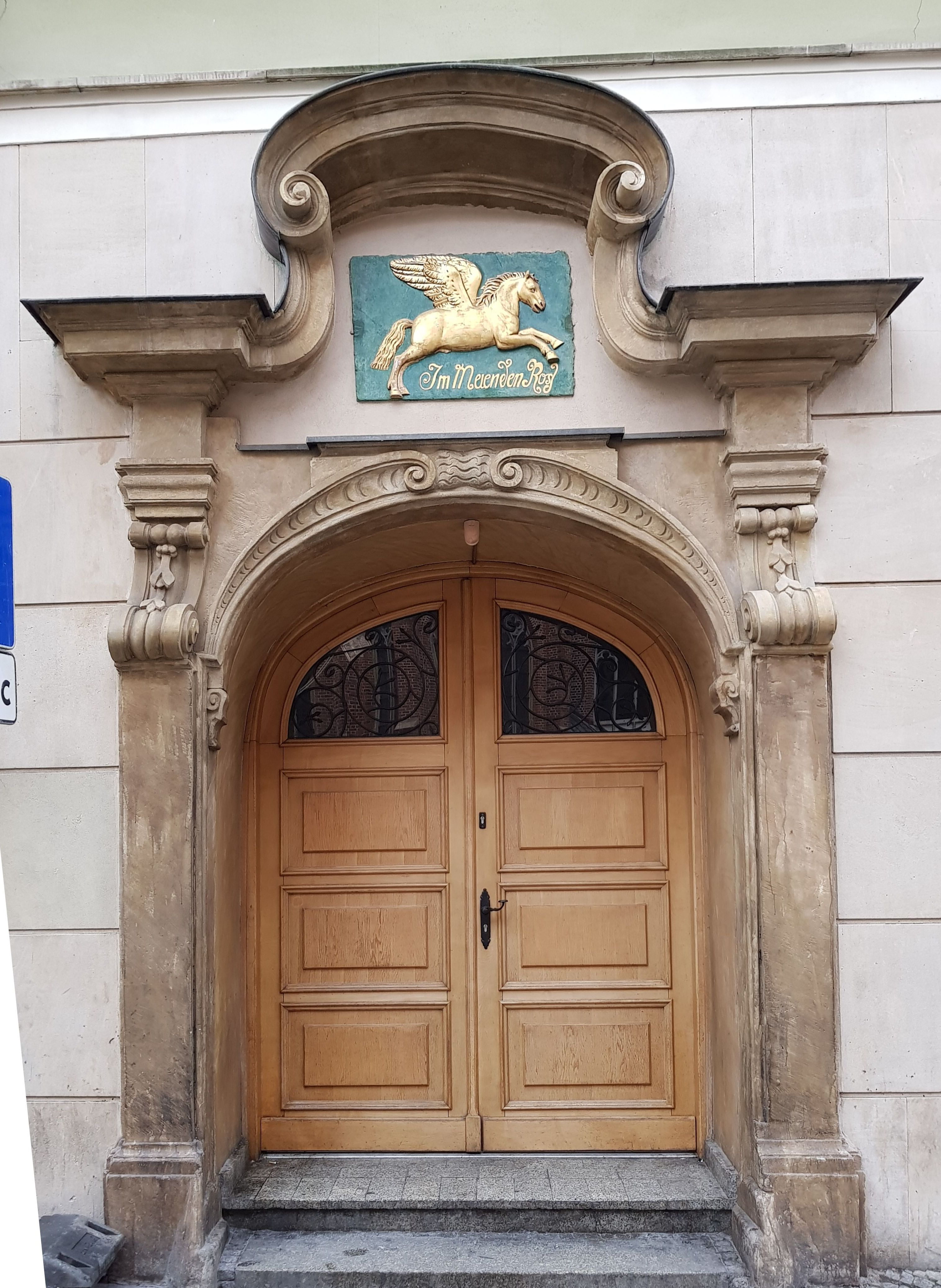
Barokowy portal z godłem pochodzący z rozebranego w latach 1966-1967 domu stojącego przy ulicy Ruskiej 26

Kamienica została wzniesiona w latach 1591-1592 w stylu renesansowym za sprawą fundatora Konrada von Koeltsch. Główne prace prowadził architekt miejski i rzeźbiarz F. Gross starszy a po jego śmierci G Hendrik. Nad jego budową czuwali mistrzowie budowlani Jörg Brückner, Michael Deucher, Hans Schondolff i rzeźbiarz legnicki Lorentza, którzy w tym samym okresie pracowali przy budowie kamienicy "Pod Gryfami" na wrocławskim Rynku. Podwórze tejże kamienicy łączyło się z kamienicą nr 40.
Kamienica została wzniesiona jako czterokondygnacyjny, dwutraktowy budynek z dwukondygnacyjnym szczytem, z pięcioosiową fasadą. W części piwnicznej i na parterze zachowały się sklepienia kolebkowe z lunetami. Pierwotnie na parterze znajdowały się dwie izby a pomiędzy nimi znajdowała się szeroka sień z przejściem na podwórze ozdobiona od frontu skromnym portalem. W latach 1979–1981 sień przeniesiono na lewą skrajną oś a w miejsce szerokiego okna wystawowego umieszczono mniejsze trójdzielne. Obramowania okienne na wyższych kondygnacjach zostały sfazowane. Od zwartej kondygnacji rozpoczyna się szczyt o manierystycznym wykroju ozdobiony taśmą i rombowymi blendami. Ów manierystyczny szczyt charakteryzuje końcowe lata XVI wieku, kiedy to projektanci odrzucali pionowe i ograniczali poziome podziały fasad.         

## Po 1945
Działania wojenne w 1945 roku zniszczyły kamienicę. Jej ruina stała do 1979 roku. W latach 1979–1981 została odbudowana według projektu architekt Marii Molickiej. W tym czasie zrekonstruowano dwie górne kondygnacje oraz szczyt, który otoczono taśmą dekoracyjną. W parterze umieszczono barokowy portal z godłem pochodzący z rozebranego w latach 1966-1967 domu stojącego przy ulicy Ruskiej 26. Portal prowadzi do sieni przelotowej wychodzącej na podwórze